# Rationalitet
Rationalitet ("fornuftsmæssighed", af lat: ratio (fornuft)) benyttes både om individer og fællesskaber. I økonomi, sociologi og politologi bliver en beslutning eller situation ofte kaldt rationel, hvis den er optimal, og individer eller organisationer kaldes rationelle, hvis de handler optimalt i forhold til at opnå deres mål. Det forudsættes her, at rationaliteten bag handlinger og beslutninger kan analyseres ved hjælp af data indsamlet gennem systematiske observationer, (også betegnet som empirisk rationalitet).
I filosofien er rationalitet et mere komplekst begreb. Udover den empiriske rationalitet opereres også med normativ og operativ rationalitet, ligesom rationalitet er en form for logik. Men hvor logikken alene er et teoreme, har rationaliteten tillige en praksisform. 

## Former
Max Weber arbejdede med fire forudsætninger for menneskers handlinger.
- Formålsrationel handlen – hvor individet handler på baggrund af en kalkule over, hvad der mest effektivt fører til et opstillet mål, og/eller en bestemt effekt på omgivelserne. F.eks. når en befalingsmand roser en soldat for at få denne til at lave et stykke arbejde eller for at få dennes selvtillid til at vokse.
- Værdirationel handlen – hvor det er overbevisningen om handlingens værdi i sig selv, der bestemmer handlingen. F.eks. man bruger papiret på begge sider, fordi man mener, at det er det rigtige at gøre for at spare ressourcer, selvom man nok aldrig ser effekten af det.
- Traditionel handlen – hvor det er vaner tillært fra ens omgivelser, der styrer ens handlinger. F.eks., når man laver flæskesteg til jul, fordi man lærte det af sin mor (eller far).
- Affektiv handlen, hvor handlingen styres af følelser.[3]

Den formålsrationelle handlen er den typiske baggrund for modernitetens rationalitetsforståelse, mens den værdirationelle handlen er en normativ eller etisk handletype. Overfor disse handletyper står følelser og traditioner, som i utilitarismen og liberalismen ikke er en del af rationaliteten.

## Grænser for rationalitet
Peter Bachrach og Morton Baratz fremhævede, at magt og adgang til informationer sætter grænser for aktørernes handlerum. Beslutningstagere handler på grundlag af begrænsede informationer og er derfor ikke fuldt rationelle.. Andre teoretikere, især de, der har skabt begrebet den sproglige vending, har fremhævet sproget som det vigtigste udgangspunkt for kollektiv rationalitet.